# La Buissière
La Buisse là một xã thuộc tỉnh Isère, vùng Rhône-Alpes đông nam nước Pháp. Xã này nằm ở khu vực có độ cao từ 187-942 mét trên mực nước biển.